# Pavel Hottmar
Pavel Hottmar (Liberec, 28 de junio de 1979) es un deportista checo que compitió en piragüismo en la modalidad de aguas tranquilas. Ganó dos medallas de bronce en el Campeonato Europeo de Piragüismo en los años 1999 y 2001.

## Palmarés internacional
| Campeonato Europeo | Campeonato Europeo | Campeonato Europeo | Campeonato Europeo |
| Año                | Lugar              | Medalla            | Competición        |
| ------------------ | ------------------ | ------------------ | ------------------ |
| 1999               | Zagreb (Croacia)   | Medalla de bronce  | K1 200 m           |
| 2001               | Milán (Italia)     | Medalla de bronce  | K1 200 m           |